# Fókusz (televíziós műsor)
A Fókusz című műsor az RTL-en minden hétköznap beszámol a nap érdekességeiről, híreiről. Szombatonként Fókusz Plusz címmel jelentkezik. Gyakran saját stábjuk látogat el különböző veszélyes vagy épp érdekes helyekre. 2011 év elején például helyszíni tudósítással jelentkezett a japán földrengés helyszínéről vagy említhetjük azt, hogy Líbiában követték nyomon a tüntetéseket.

## A dizájnjuk története
A csatorna indulása után 1997. október 28-tól négy évig sárga betűtípus változtatós-kicsinyítős arculatot használtak, de kék háttérben. 2001. október 6-án a Fókusz Pluszéval kezdve váltottak arculatot egy karika/tányérpergősre, ahol az "Ó" betűnél homokórás (de közepén karika) van, utána vörös színűre váltottak a Fókusz Plusz arculati színét. 2007. február 22-én átálltak az aranyhullámmal és rengeteg lekerekített téglalappal bővített hétköznapi (zöld hátteres) és szombati (vörös hátteres) dizájnra, de a logó másképp maradt. 2011. augusztus 29-én a 16:9-es képarányra átálláskor új főcímet és díszletet kapott a közszolgálati magazinműsor, előbbi, melyeket Dogfish Studio tervezett. 2016. október 17-től jelenlegi arculatot használnak, vonalakat oldalakon vágott kockában a rombusz, mind egy lila karikában, karikákat levágva türkiz, piros és lila színekkel hétköznaponként, de szombatonként a Fókusz Plusz egy karikákat is levágva rózsaszín, kékeslila és sárga színűekkel és kékeslila karikás változattal jelentkezik. A stűdió LED lámpái eddig hétköznaponként lila, valamint szombatonként citromsárga színűvel működtek, de 2024. június 29. óta már a Városligetből jelentkezik a műsor. Ezek az utóbbi elemek (arculat (és annak betétzenéje) és stúdióelemek; lámpa, díszlet, háttérképernyő), melyeket a Play Dead stúdió, Tommyboy és Agebeat kreatív csapata fejlesztettek.

## Műsorvezetők

### Műsorvezetők váltakozása
A műsor 1997. október 28-án indult az RTL Klubon Batiz András és Marsi Anikó műsorvezetésével. Nem sokkal később csatlakozott hozzájuk Kolosi Péter és Holló Márta is, akik kezdetben csak a Fókusz Pluszt vezették, később már mind a négyen vezették a műsort. A műsorvezetők közül először Kolosi Péter távozott 2001-ben, ugyanis az RTL Klub programigazgatója lett. 2004-ben Batiz András is távozott, mivel az Első Gyurcsány-kormány kormányszóvivője lett. Helyét Gönczi Gábor vette át. 2006-ban Marsi Anikó, majd az eredeti csapat utolsó tagja Holló Márta 2008-ban távozott a műsorból. 2006 óta Barabás Éva a Fókusz női házigazdája. 2016-ban Gönczi Gábor átigazolt a TV2-höz, ezért a helyét D. Tóth András vette át, aki 2018-ig vezette a műsort, ugyanis ekkor felhagyott a televíziózással, helyét Tokár Tamás vette át. 2020 nyara óta Gál Petra a Fókusz egyik riportere is műsorvezető lett, így háromfős lett a műsorvezetői gárda. 2023-ban Tokár Tamás távozott a műsorból, utódja Kecsmár Alexandra, így először a műsor történetében három nő vezeti a műsort. 2025-ben Gál Petra távozott a műsorból a terhesség miatt, a helyét Szabados Ágnes vette át. 
Jelenleg Barabás Éva, Kecsmár Alexandra és Szabados Ágnes vezetik a műsort. 
| Műsorvezető            | Mióta a Fókusz műsorvezetője? |
| Jelenlegi műsorvezetők | Jelenlegi műsorvezetők        |
| ---------------------- | ----------------------------- |
| Barabás Éva            | 2006-                         |
| Kecsmár Alexandra      | 2023-                         |
| Szabados Ágnes         | 2025-                         |
| Korábbi műsorvezetők   |                               |
| Batiz András           | 1997-2004                     |
| D. Tóth András         | 2016-2018                     |
| Gál Petra              | 2020-2025                     |
| Gönczi Gábor           | 2001-2016                     |
| Holló Márta            | 2001-2008                     |
| Kolosi Péter           | 1997-2001                     |
| Marsi Anikó            | 1997-2006                     |
| Papp Gergely           | 1997-2004                     |
| Tokár Tamás            | 2018-2023                     |

## Kísérő műsorai

### Fókusz Plusz
szombat esténként jelentkező műsor.

### Fókusz - Ki van a maszk mögött?
Az Álarcos Énekes előtt jelentkezik vasárnap esténként. Általában a show-műsor versenyzői (álarcosai) és nyomozói nyilatkoznak benne. Ezzel a műsorral is segíteni akarják a nyomozást.

### Különkiadások
| Név:                             | Leírás: | Dátum:               |
| -------------------------------- | --- | -------------------- |
| II. Erzsébet királynő temetése   | II. Erzsébet brit uralkodó temetési szertartásának élő közvetítése Londonból.                                         | 2022. szeptember 19. |
| III. Károly király megkoronázása | A ceremónia részletei, a királyi ékszerek, III. Károly megítélése és történelmi szerepének élő közvetítése Londonból. | 2023. május 6.       |